# Gustaf Ericsson i Stockholm
Gustaf Ericsson (Ericsson i Stockholm), född 23 mars 1835 i Kristbergs socken i Östergötland, död 7 mars 1914 i Stockholm, järnarbetare och senare fastighetsägare, svensk politiker (liberal). 
Ericsson var riksdagsledamot 1879–1881, 1885–1887 samt 1891–1896 i Stockholms stads valkrets i andra kammaren. År 1895 anslöt han sig till det nybildade Folkpartiet, den första liberala partigruppen i riksdagen på decennier. Han var bland annat ledamot i tillfälliga utskottet 1891–1892 samt 1893. I riksdagen engagerade han sig bland annat i rösträttsfrågan. Han drev också kravet på progressiv beskattning samt krävde avskaffande av vatten- och brödstraffet.